# Чайка, Александр Николаевич
Алекса́ндр Никола́евич Ча́йка (род. 23 июля 1974, Русская Поляна, Омская область, РСФСР, СССР) — российский серийный убийца и грабитель, гражданин Украины. Известен как «Охотник за шубами» (в качестве жертв выбирал женщин, одетых в шубы). Все убийства совершил в Москве в лифтах многоэтажных домов.

## Биография

### Первые преступления
Родился 23 июля 1974 года в рабочем посёлке Русская Поляна в Омской области. В детстве вместе с семьëй переехал в Украинскую ССР в город Сумы. Проживал по адресу - улица Курская, дом 103.
В 1989 году Чайка был арестован за групповое изнасилование (ст. 117 УК УССР) и приговорён к 5 годам лишения свободы. Был освобождён 16 июля 1993 года условно-досрочно. Вскоре поступил заочно на учëбу в Харьковский машиностроительный техникум.
Александр Чайка прибыл в Москву в декабре 1993 года со своими земляками Русланом Якименко и Дмитрием Скрынниковым. Ночью 24 декабря приятели совершили разбойное нападение, после чего Якименко и Скрынников уехали домой, а Чайка остался в Москве. Помимо этого, используя газовый пистолет, он совершил ещё четыре грабежа в одиночку.

### Убийства
31 января 1994 года в Москве совершил первое убийство — зарезал 38-летнюю женщину, нанеся 21 удар ножом. Изуродованное тело женщины смог опознать только сын жертвы. Следы изнасилования отсутствовали, не было найдено ни мотива преступления, ни особых зацепок для его раскрытия.
7 февраля 1994 года Чайка 17 ударами ножа убил 50-летнюю женщину и похитил её золотые кольца.
8 февраля 1994 года убийца нанёс 8 смертельных ножевых ранений 82-летней женщине и украл её сумку и золотые кольца.
12 февраля 1994 года Чайка убил последнюю жертву — 40-летнюю женщину, впервые допустив оплошность и оставив на месте преступления свои следы.

### Арест, следствие и суд
В ходе расследования ещё после второго убийства по характеру ножевых ранений было установлено, что это серийные убийства, совершённые молодым парнем высокого роста. Поисками преступника было занято большое количество сотрудников милиции. Женщины-оперативники в шубах прогуливались по Москве в надежде привлечь внимание убийцы. Но в ходе операции под кодовым названием «Шуба» был пойман обычный хулиган — нож, найденный у него, не имел отношения к совершённым убийствам.
Ориентировка, по которой искали преступника, была краткой. Было известно, что подозреваемый носил чёрную одежду. 15 февраля 1994 года оперативники заметили молодого человека около метро Университет, который был одет в чёрную куртку, серо-чёрные брюки и нёс чёрный мешок. Сотрудники милиции начали за ним слежку. Через несколько часов подозреваемый был задержан. После ареста Чайка признался в совершении убийств. В июле 1995 года он был приговорён к смертной казни, но Верховный суд России отменил приговор и направил дело на новое рассмотрение. 30 мая 1997 года Чайка повторно был приговорён к смертной казни, но впоследствии из-за моратория наказание было заменено пожизненным лишением свободы. Якименко и Скрынников были приговорены к 6 годам лишения свободы.

### В заключении
Александр Чайка был отправлен отбывать наказание в колонию «Белый лебедь». 
Отбыв в заключении 27 лет, Чайка в 2021 году обратился с ходатайством об освобождении в Пермский краевой суд и в Четвёртый апелляционный суд. В ходатайстве Александр Чайка утверждал, что Указ Президента России о его помиловании и замене ему уголовного наказания на пожизненное лишение свободы не был официально опубликован и, следовательно, не может являться законным основанием для исполнения обвинительного приговора. 
Чайка настаивал на том, что смертная казнь юридически легально другим видом уголовного наказания ему не заменялась, вследствие чего приговор суда не был приведён в исполнение, и в соответствии с действующим Уголовным кодексом РФ по истечении срока давности он должен быть освобождён. Однако ходатайство Чайки было отклонено. Пермский краевой суд заключил, что решение главы государства о помиловании действует самостоятельно и для исполнения не требует принятия какого-либо судебного решения. 
Акт о помиловании осуждённых к наказанию в виде смертной казни, вследствие принятия которого происходит её замена лишением свободы, является особым видом правоприменительного решения, не тождественным содержащемуся в приговоре суда решению о назначении осуждённому наказания. Четвёртый апелляционный суд пришёл к такому же выводу. Суд констатировал, что с момента замены актом о помиловании смертной казни лишением свободы в рамках вынесённого обвинительного приговора исполняется другой вид наказания. Поэтому нельзя признать обоснованным утверждение о том, что в этом случае приговор не исполняется или его исполнение прерывается.

## В массовой культуре
- Документальный фильм «Дело Чайки. Операция „Шуба“» из цикла «Криминальная Россия» (1995)
- Учился в школе вместе с Владимиром Пахолюком, солистом группы «Хамерман Знищує Віруси», по мотивам деятельности Чайки была написана песня «Сильвер Хаммер»[8]